# Фихтенгольц, Михаил Израилевич

Могила М. И. Фихтенгольца

Михаил Израилевич Фихтенгольц (1 июня 1920, Одесса — 4 июня 1985, Москва) — советский скрипач и педагог, профессор (1970). Народный артист РСФСР (1983).

## Биография
Родился в семье одесского мещанина Израиля Мойше-Лейбовича Фихтенгольца (1882—?) и винницкой мещанки Брухи Мойше-Ароновны Бернштейн (1896—?), заключивших брак в Одессе 2 августа 1919 года. Учился в Одессе у Петра Столярского, затем в Московской консерватории у Абрама Ямпольского (окончил в 1938 году) и в аспирантуре у Мирона Полякина. С 10 лет концертировал, в 1935 году получил вторую премию на Всесоюзном конкурсе музыкантов-исполнителей, в 1937 году вошёл в число лауреатов Международного конкурса скрипачей имени Изаи (6-я премия). С 1933 г. записывался на пластинки.
С 1941 — солист Московской филармонии, с 1947 г. преподавал в Музыкально-педагогическом институте имени Гнесиных, с 1970 г. профессор. Кандидат искусствоведения (1953).
В репертуаре Фихтенгольца всё скрипичное наследие И. С. Баха, В. А. Моцарта (циклы сонат и концертов), С. С. Прокофьева, Д. Д. Шостаковича, произведения русских и зарубежных композиторов-классиков, современных композиторов. Первый исполнитель посвящённых ему сонат М. С. Вайнберга (№ 1 и 2 для скрипки соло, № 3 для скрипки и фортепьяно). Фихтенгольцу принадлежат концертные обработки, транскрипции, редакции, каденции, а также научно-методические работы и статьи.
Гастролировал за рубежом. Почётный член Международного музыкального фонда имени Э. Изаи.
Похоронен на Новодевичьем кладбище (2 уч. 35 ряд).

## Семья
Первым браком был женат на Юлии Михайловне Каганович (1919—1961), дочери М. М. Кагановича. Вторая жена — Генриетта (Гитя) Тимофеевна Островская (1921—1971), заслуженная артистка РСФСР.
Сестра — пианистка и музыкальный педагог Лидия Израилевна Фихтенгольц (1924—2024), выступала вместе с братом.

## Почётные звания и награды
- Заслуженный артист РСФСР (1969).
- Народный артист РСФСР (1983).
- Орден «Знак Почёта» (03.06.1937) — за исключительные успехи в области музыкального искусства.